# N20 (België)
De N20 is een gewestweg in de Belgische provincies Limburg en Luik. Deze weg vormt de verbinding tussen Hasselt en Luik.
De totale lengte van de N20 bedraagt 37,2 km.

## Plaatsen langs de N20
- Hasselt
- Wimmertingen
- Kortessem
- Wintershoven
- Guigoven
- Vliermaal
- Overrepen
- Tongeren
- Vreren
- Juprelle
- Rocourt
- Luik